# اس‌اس ماسورن
اس‌اس ماسورن (به انگلیسی: SS Masuren) یک کشتی بود که طول آن ۲۸۱ فوت ۱ اینچ (۸۵٫۶۷ متر) بود. این کشتی در سال ۱۹۳۵ ساخته شد.